# S/y Carmen
Carmen – pierwszy (w II Rzeczypospolitej) morski jacht, na którym 16 maja 1925 podniesiono polską banderę. Jacht był jolem z dwoma sztakslami i gaflowymi żaglami przymasztowymi. Miał ołowiany balast o masie 4 ton.

## Historia i rejsy
Inicjatorem zakupu jachtu i zawiązania w tym celu maszoperii był Czesław Czarnowski. Zakupu jachtu w Nyborg w Danii dokonał jeden z maszopów - Jan Józef Fischer. 
W 1930 r. Czarnowski i Fischer kupują Juranda (Ex: Spray, Drei Rosen, Haimat) a Carmen sprzedają Romualdowi Piterze. W roku 1933 Carmen trafia do harcerskiej drużyny morskiej w Gdyni. We wrześniu tego roku jacht zostaje uprowadzony i porzucony w Stolpmünde.